# Vụ đánh bom tự sát Maiduguri 2015
Vụ đánh bom tự sát Maiduguri 2015 là một vụ đánh bom liều chết diễn ra ngày 7 tháng 3 năm 2015, gần một chợ cá ở thành phố Maiduguri, Nigeria. Có ít nhất 10 người thiệt mạng. Cùng ngày, một loạt các vụ đánh bom bằng máy bay diễn ra tại 5 địa điểm khác nhau tại thành phố Maiduguri. Theo nhiều nguồn tin đăng tải, khoảng 54 người thiệt mạng và 143 người khác bị thương. Theo các nhân chứng gần đó và nhiều báo cáo khác nhau, người lái chiếc máy bay ném bom đầu tiên có lẽ là một cậu bé 16 tuổi, người đã cố gắng đâm vào chợ cá Baga ở Maiduguri. Vụ nổ thứ hai được cho là một vụ nổ kép nhằm vào một khu chợ khác vào hồi 12h30 chiều. Theo báo cáo của BBC, vụ nổ được thực hiện bởi hai phụ nữ đánh bom tự sát. Vụ nổ thứ ba diễn ra khoảng 12h52 gần một văn phòng an ninh bang. Theo báo cáo của BBC, "nhiều nhân chứng tin rằng đây cũng là một vụ nổ kép". Không có nhóm khủng bố nào tuyên bố trách nhiệm cho các vụ đánh bom này, nhưng nhiều nguồn tin khác cho rằng có thể nhóm Hồi giáo cực đoan Boko Haram chịu trách nhiệm cho các vụ tấn công khi các vụ nổ diễn ra tương đồng với các vụ tấn công do Boko Haram thực hiện trước đó. Ngày 8 tháng 3 năm 2015, theo cảnh sát Nigeria thì số người thiệt mạng đã tăng lên 58.